# Estación de Cuba
La Estación Ferroviária de Cuba, también conocida como Estación de Cuba, es una plataforma ferroviaria de la Línea de Alentejo, que sirve a la localidad de Cuba, en el Distrito de Beja, en Portugal.

## Descripción

### Vías y plataformas
En enero de 2011, contaba con dos vías de circulación, ambas con 568 metros de longitud; una de las plataformas tenía 185 a 33 metros de extensión y 50 a 75 centímetros de altura, y la otra presentaba una extensión de 26 metros y una altura de 55.

### Localización y accesos
Esta plataforma tiene acceso por la avenida de la Estación Ferroviaria, en Cuba.

## Historia

### Inauguración
Esta estación se encuentra entre las Estaciones de Vendas Novas y Beja de la Línea de Alentejo, que abrió el 15 de febrero de 1864.

### sigloXX
En 1933, la Compañía de los Caminhos de Ferro Portugueses ejecutó grandes obras de reparación y mejora en el edificio de pasajeros, y, en ese año, la Comisión Administrativa del Fondo Especial de Ferrocarriles aprobó la realización de obras de reasfaltado, en el camino de acceso al muelle de esta estación.

### sigloXXI
El 10 de mayo de 2010, el tráfico en este tramo de la Línea de Alentejo fue interrumpido, para proceder a obras de modernización; la circulación fue normalizada el 23 de julio de 2011.